# Castello Holford
Castello N. Holford foi um escritor estadunidense.

## Obras
Sua obra mais conhecida é Aristopia, de 1895, considerado o primeiro verdadeiro romance de "história alternativa" escrito em inglês. Nele, é descrita uma sociedade utópica fundada pelos primeiros colonizadores da Virgínia.
Também escreveu uma History of Grant County, Wisconsin including its civil, political, geological, mineralogical, archaeological and military history, and a history of the several towns em 1900.